# Cabo Cañaveral
El cabo Cañaveral (en inglés: Cape Canaveral) está situado en la costa este del estado de Florida al norte de la ciudad homónima. Es ampliamente conocido por ser, desde 1950, el principal centro de las actividades espaciales de los Estados Unidos. Desde el punto de vista geográfico es un estrecho promontorio que se extiende sobre el océano Atlántico.
Es parte de una región conocida como la Costa espacial y es el sitio de la Estación de la Fuerza Espacial de Cabo Cañaveral y el Centro espacial John F. Kennedy.
Otras características del cabo incluyen el puerto Cañaveral, uno de los puertos de cruceros más activos del mundo, y el faro del cabo Cañaveral. La ciudad de Cabo Cañaveral se encuentra al sur del distrito de Puerto Cañaveral.

## Historia
Fue hallada por la expedición liderada por el explorador y conquistador español Juan Ponce de León cuando descubrieron Florida en 1513.  Marjory Stoneman Douglas atribuye a Francisco Gordillo el bautizo del cabo Cañaveral, ya allí fue atacado por los ais con flechas hechas de cañas.
Su actividad como base de lanzamiento para misiles comenzó el 24 de julio de 1950 experimentando con cohetes V-2 modificados. El lugar era ideal porque los lanzamientos se realizaban en dirección este y los misiles podían así ser seguidos con facilidad en su ascenso y caer en el mar sin causar ningún daño.
En la actualidad, aquel promontorio arenoso está salpicado de decenas de rampas de lanzamiento y cuenta con una tupida red de carreteras que le unen con los diversos laboratorios y centros de control. El área está controlada en parte por la NASA, el organismo espacial estadounidense que se ocupa de los programas espaciales civiles, y en parte por la Fuerza Aérea estadounidense, que organiza los militares.
En 1964 toda la zona fue rebautizada como el cabo Kennedy, en honor del presidente estadounidense John F. Kennedy asesinado el año anterior. Sin embargo, diez años después en 1974, como consecuencia de múltiples protestas, fue nuevamente denominado Cabo Cañaveral y el nombre de Kennedy solo quedó para el centro espacial de la NASA.
En el cabo se desarrolla gran parte de la película Hombres de negro III, así como la parte del final de Stone Ocean, la quinta temporada de JoJo's Bizarre Adventure, debido a que según el diario de Dio este es el lugar para alcanzar el cielo.

### Sitio de lanzamiento de cohetes
El cabo Cañaveral se convirtió en el sitio de prueba de misiles cuando el octogésimo primer Congreso aprobó la legislación para la Estación de la Fuerza Aérea de Cabo Cañaveral y la firmó el presidente Harry S. Truman el 11 de mayo de 1949. El trabajo comenzó el 9 de mayo de 1950, en virtud de un contrato con la Duval Engineering Company de Jacksonville, Florida, para construir la primera carretera de acceso pavimentada del cabo y su primer sitio de lanzamiento permanente.
El primer cohete lanzado en el cabo fue un cohete V-2 llamado Bumper 8 del Launch Complex 3 el 24 de julio de 1950. El 6 de febrero de 1959, se logró la primera prueba de lanzamiento exitosa de un misil balístico intercontinental Titán. Los programas Mercury y Gemini de la NASA, fueron vuelos espaciales lanzados desde el cabo Cañaveral, al igual que las misiones Apolo utilizando cohetes Saturno I y Saturno IB.
El cabo Cañaveral fue elegido para los lanzamientos de cohetes con el fin de aprovechar la rotación de la Tierra. La velocidad lineal de la superficie de la Tierra es máxima hacia el ecuador; la ubicación relativamente al sur del cabo permite a los cohetes aprovechar esto lanzándose hacia el este, en la misma dirección que la rotación de la Tierra. También es muy deseable tener el área del rango inferior escasamente poblada, en caso de accidentes; un océano es ideal para esto. La costa este de Florida tiene ventajas logísticas sobre posibles sitios competidores. El Spaceport Florida Launch Complex 46 de la Estación de la Fuerza Aérea de Cabo Cañaveral es el más al este cerca de la punta del cabo.